# Джон-Джейсон Петерка
Джон-Джейсон Петерка (нім. John-Jason Peterka; 14 січня 2002, Мюнхен, Німеччина) — німецький хокеїст, центральний нападник клубу ДХЛ «Ред Булл» (Мюнхен).

## Ігрова кар'єра
Уродженець Мюнхена Петерка вихованець місцевого клубу «Ред Булл» в якому пройшов шлях від дитячої команди до основного складу клубу. 
У складі «РБ Хокейна Академія» відіграв два сезони в чеський екстралізі U18. Став чемпіоном юніорської ліги, а також найкращим бомбардиром плей-оф у 2018 році.
Сезон 2019–20 нападник відіграв в основному складі клубу «Ред Булл» (Мюнхен).
6 жовтня 2020 року був обраний на драфті НХЛ під 34-м загальним номером командою «Баффало Сейбрс». Наступний сезон Петерка провів на початку в складі «Ред Булл» (Зальцбург), а наприкінці повернувся до мюнхенського «Ред Буллу».
12 червня 2021 року «Баффало Сейбрс» підписали трирічний контракт початкового рівня з Петеркою. Втім сезон 2021–22 нападник провів у складі фарм-клубу «Рочестер Американс».
29 грудня 2021 року Петерка дебютував у складі «Сейбрс» в матчі проти «Нью-Джерсі Девілс» після чого його знову повернули до «Рочестер Американс».
13 жовтня 2022 року Джон-Джейсон став автором першого голу в НХЛ зрівнявши рахунок 1–1 в переможній грі 4–1 проти «Оттава Сенаторс».

## На рівні збірних
Виступав у складі юніорської збірної Німеччини на чемпіонаті світу 2019 року. 
У складі молодіжної збірної Німеччини виступав на двох чемпіонатах у 2020 та 2021 роках. На останньому німці вперше вийшли до серії плей-оф, завдяки чому посіли підсумкове шосте місце. Сам Джон-Джейсон увійшов до п'ятірки найрезультативніших гравців турніру разом з партнером та капітаном по команді Тімом Штюцле.
Петерка дебютував у складі національної збірної Німеччини на чемпіонаті світу 2021 року.

## Статистика

### Клубні виступи
| Сезон        | Клуб                   | Ліга         | Регулярний сезон | Регулярний сезон | Регулярний сезон | Регулярний сезон | Регулярний сезон | Плей-оф | Плей-оф | Плей-оф | Плей-оф | Плей-оф |
| Сезон        | Клуб                   | Ліга         | І                | Г                | П                | О                | ШХ               | І       | Г       | П       | О       | ШХ      |
| ------------ | ---------------------- | ------------ | ---------------- | ---------------- | ---------------- | ---------------- | ---------------- | ------- | ------- | ------- | ------- | ------- |
| 2017–18      | РБ Хокейна Академія    | Чехія 18     | 18               | 7                | 14               | 21               | 4                | 2       | 4       | 0       | 4       | 0       |
| 2018–19      | РБ Хокейна Академія    | Чехія 18     | 48               | 45               | 49               | 94               | 52               | —       | —       | —       | —       | —       |
| 2019–20      | «Ред Булл» (Мюнхен)    | ДХЛ          | 42               | 7                | 4                | 11               | 14               | —       | —       | —       | —       | —       |
| 2020–21      | «Ред Булл» (Зальцбург) | ICEHL        | 12               | 7                | 9                | 16               | 12               | —       | —       | —       | —       | —       |
| 2020–21      | «Ред Булл» (Мюнхен)    | ДХЛ          | 30               | 9                | 11               | 20               | 8                | 2       | 1       | 0       | 1       | 0       |
| 2021–22      | «Рочестер Американс»   | АХЛ          | 70               | 28               | 40               | 68               | 28               | 10      | 7       | 5       | 12      | 6       |
| 2021–22      | «Баффало Сейбрс»       | НХЛ          | 2                | 0                | 0                | 0                | 0                | —       | —       | —       | —       | —       |
| Усього в ДХЛ | Усього в ДХЛ           | Усього в ДХЛ | 72               | 16               | 15               | 31               | 22               | 2       | 1       | 0       | 1       | 0       |
| Усього в НХЛ | Усього в НХЛ           | Усього в НХЛ | 2                | 0                | 0                | 0                | 0                | —       | —       | —       | —       | —       |

### Збірна
| Рік                | Команда            | Турнір             | Місце              | І  | Г  | П  | О  | ШХ |
| ------------------ | ------------------ | ------------------ | ------------------ | -- | -- | -- | -- | -- |
| 2019               | Німеччина          | ЮЧС18-D1           | 11-е               | 5  | 2  | 6  | 8  | 0  |
| 2020               | Німеччина          | МЧС                | 9-е                | 7  | 4  | 2  | 6  | 16 |
| 2021               | Німеччина          | МЧС                | 6-е                | 5  | 4  | 6  | 10 | 2  |
| 2021               | Німеччина          | ЧС                 | 4-е                | 6  | 1  | 0  | 1  | 2  |
| Молодіжна збірна   | Молодіжна збірна   | Молодіжна збірна   | Молодіжна збірна   | 17 | 10 | 14 | 24 | 18 |
| Національна збірна | Національна збірна | Національна збірна | Національна збірна | 6  | 1  | 0  | 1  | 2  |